# 利蒙縣

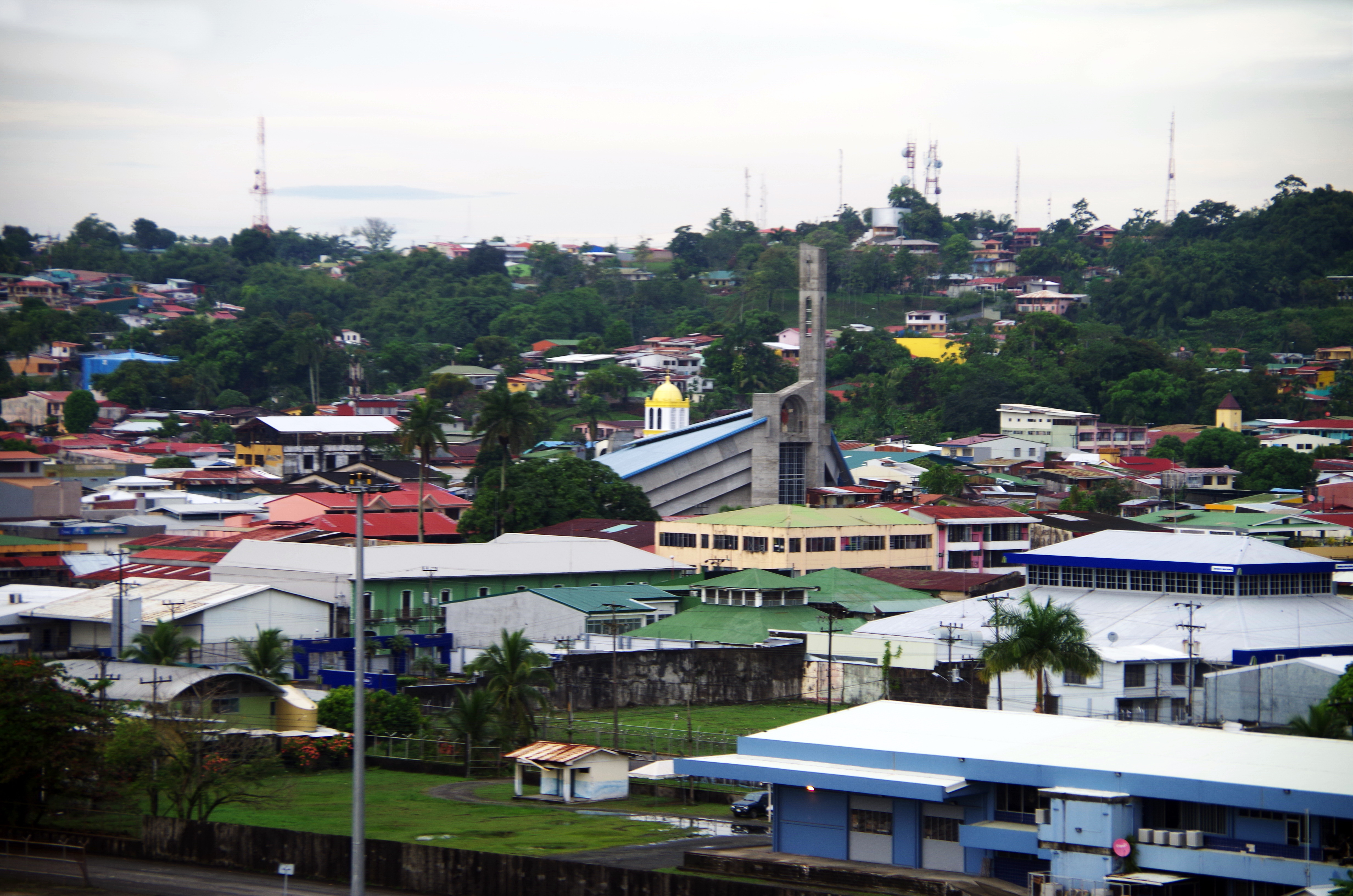
利蒙县风光

利蒙縣（西班牙語：Cantón de Limón），是哥斯達黎加的縣份，位於該國東部，由利蒙省負責管轄，首府設於利蒙，面積1,765.79平方公里，海拔高度3米，2011年人口94,415人，人口密度每平方公里53.47人。
Limón